# Вааксаари
Вааксаари (ест. Vaaksaarõ), також Вааксааре, Вааксаре, Вааксара, Ваксара, Ваксаре — село в Естонії, входить до складу волості Меремяе, повіту Вирумаа.